# Ahora Madrid
Ahora Madrid fue un partido político español radicado en Madrid, autodefinido como «candidatura ciudadana de unidad popular» y constituido en «partido instrumental sin vida orgánica», con el objetivo de presentarse a las elecciones municipales de 2015 en el Ayuntamiento de Madrid.
La candidatura para las elecciones surgió a raíz de un acuerdo alcanzado por la dirección de Podemos y Ganemos Madrid, plataforma electoral inspirada por Guanyem Barcelona, al que también se sumaron independientes y otros partidos. La candidatura quedó en segunda posición en número de concejales y su cabeza de lista Manuela Carmena, tras obtener una mayoría absoluta en la votación de investidura gracias al apoyo del PSOE, se convirtió en alcaldesa de Madrid.

## Historia

### Formación
El 28 de junio de 2014 se presentó Municipalia, que posteriormente cambió su nombre por Ganemos Madrid debido a su sintonía y establecimiento de sinergias y principios comunes con Guanyem Barcelona, la plataforma ciudadana formada por Ada Colau, si bien no existe una relación 'orgánica' entre ambas plataformas ciudadanas. Ganemos Madrid nació como una iniciativa ciudadana horizontal y asamblearia formada por una confluencia de personas, colectivos, partidos y movimientos.

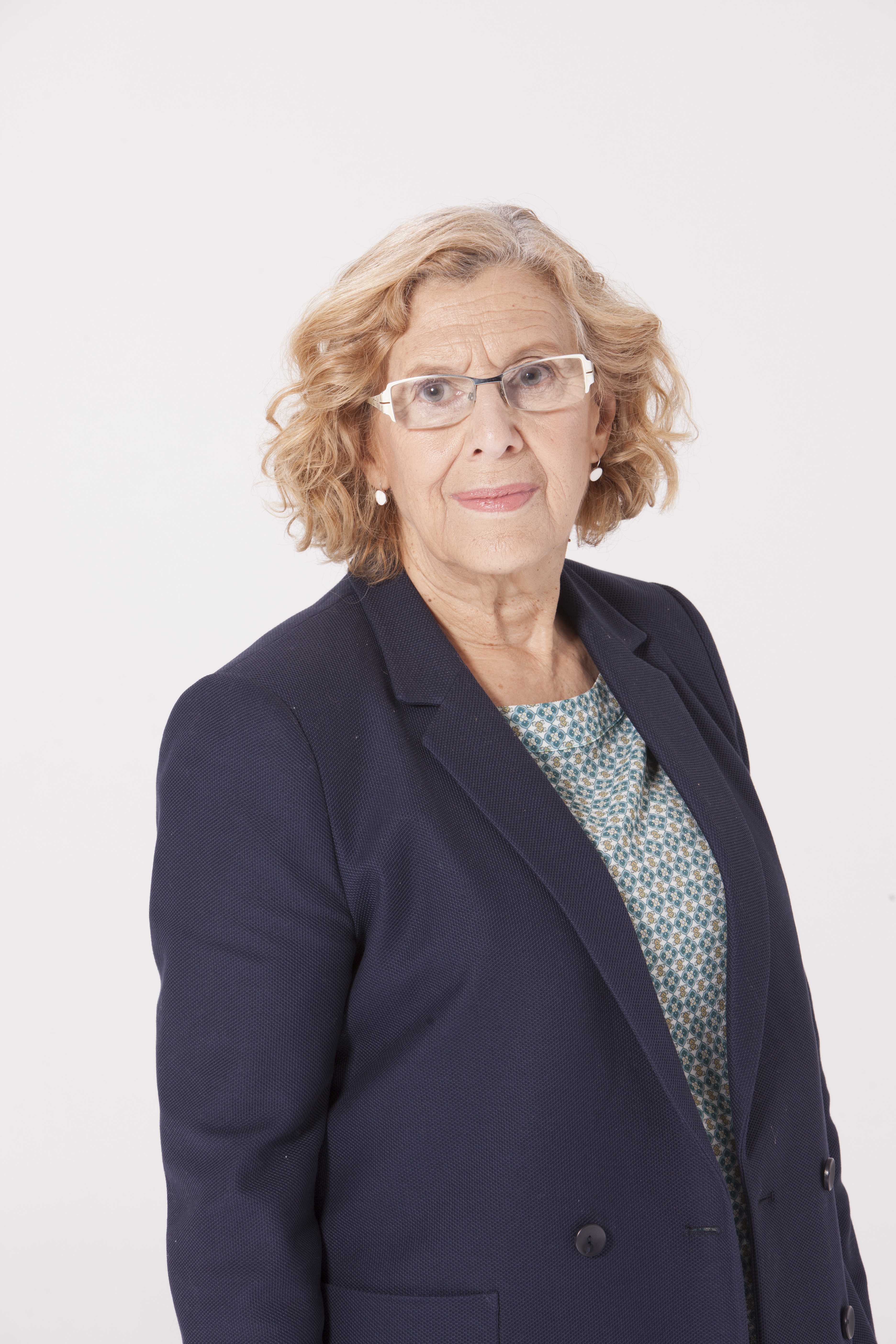
Manuela Carmena, más tarde alcaldesa de Madrid, fue elegida como cabeza de lista en las primarias.

El 4 de noviembre de 2014 la plataforma hizo su presentación pública y se marcó el objetivo de obtener 30 000 firmas en menos de dos meses como aval para presentarse a las elecciones municipales, a finales de diciembre logró alcanzar la cifra fijada de avales.
El 29 de enero Ganemos Madrid y Podemos confirmaron su confluencia para presentarse a las elecciones municipales como un partido instrumental, si bien inicialmente Izquierda Unida se decantaba por comparecer como una coalición de partidos y Podemos por presentarse como una agrupación de electores.

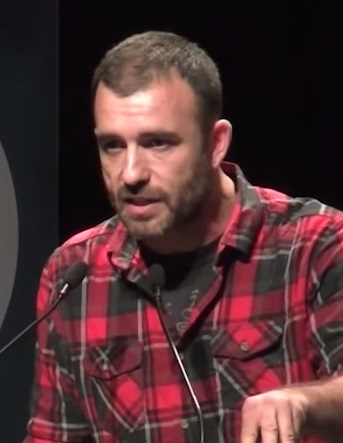
Nacho Murgui fue elegido en el número 2 de la lista.

El 6 de marzo se presentó Ahora Madrid como el partido instrumental formado por esta confluencia de movimientos ciudadanos, asociaciones y partidos. El 9 de marzo se inició el proceso de primarias; durante este proceso la dirección de IUCM comunicó a Ahora Madrid su intención de presentar candidatura propia a las municipales, tras la celebración de un referéndum desautorizado por la dirección federal de IU y en la que no participó la militancia que apoyaba al candidato ganador de las primarias en la capital, Mauricio Valiente, que optó por presentarse como candidato a las primarias de Ahora Madrid tras una consulta a las asambleas.
El 30 de marzo se hicieron públicos los resultados de las primarias, en las que participaron más de 15 000 personas mediante el voto online. Manuela Carmena fue elegida por amplia mayoría como candidata a la alcaldía, Nacho Murgui (expresidente de la Federación Regional de Asociaciones de Vecinos de Madrid) ocupa el segundo lugar de la lista, Inés Sabanés (Equo) el 3º, Mauricio Valiente (IU) el 4º, Rita Maestre (Podemos) el 5º, Pablo Carmona (Ganemos Madrid y miembro de Traficantes de sueños) el 6º, Marta Higueras (exdirectora de Justicia en el Gobierno Vasco) el 7º, Pablo Soto (Podemos) el 8º, Celia Mayer (Ganemos Madrid y miembro de Patio Maravillas) el 9º y Jorge García Castaño (ex-IU) el 10º.
La elaboración del programa estuvo abierta a todos los ciudadanos, muchas de las propuestas se incluyeron en el programa definitivo. Durante la celebración de las primarias se votaron también las medidas seleccionadas como prioritarias del programa de Ahora Madrid y que se implementarían en los primeros 100 días de gobierno municipal.
La formación contó para esas elecciones con el apoyo de otros partidos políticos como el Partido Comunista de Madrid, Convocatoria por Madrid o Por un Mundo más Justo.

### Elecciones

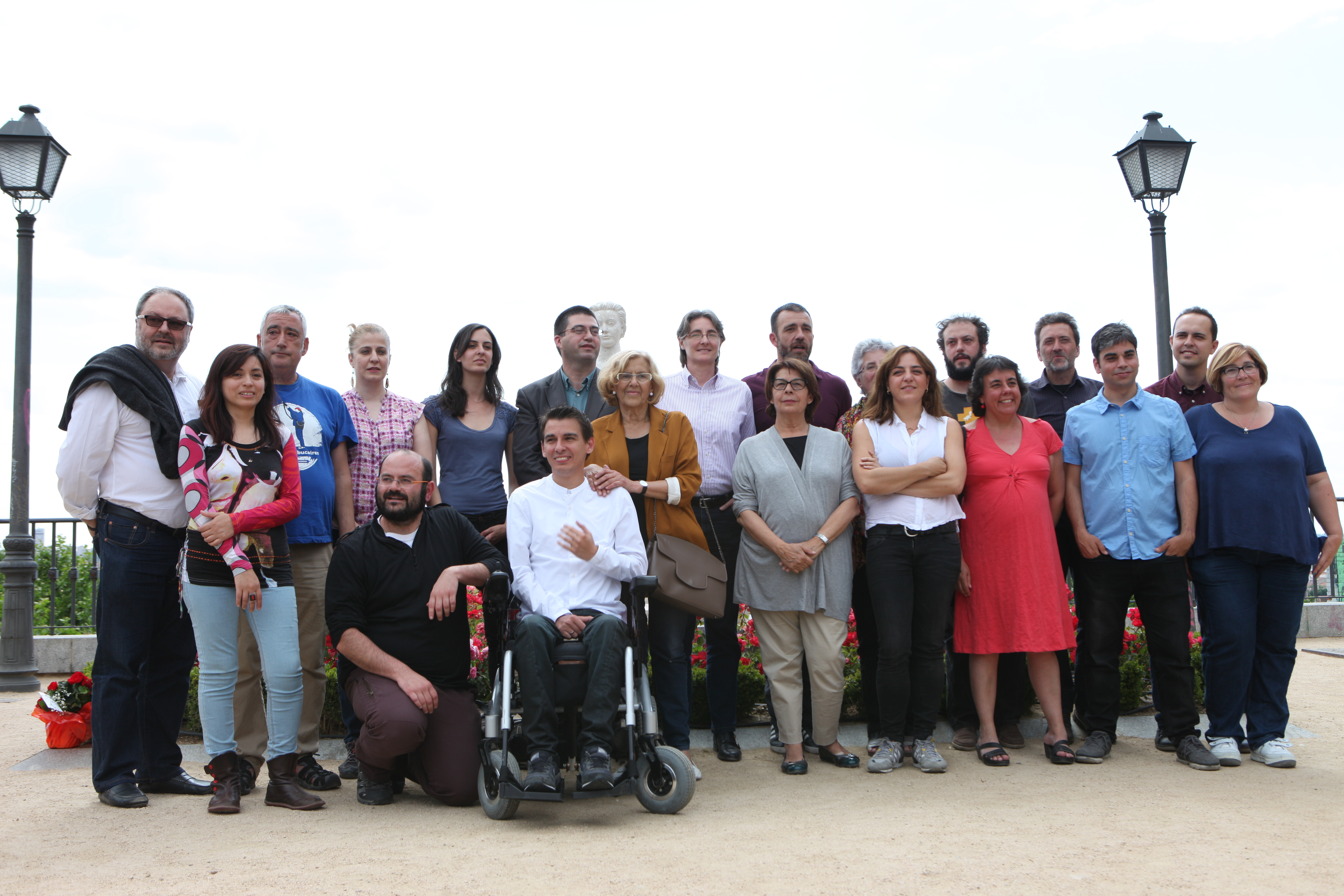
Presentación de los concejales electos de Ahora Madrid.

El 24 de mayo de 2015 se celebraron las elecciones locales y el partido consiguió 20 concejales en el Ayuntamiento de Madrid, posicionándose como segunda fuerza política tras el Partido Popular, que obtuvo 21 concejales.
Los 20 concejales elegidos fueron, en este orden: Manuela Carmena, Nacho Murgui, Inés Sabanés, Mauricio Valiente, Rita Maestre, Pablo Carmona, Marta Higueras, Pablo Soto, Celia Mayer, Jorge García Castaño, Marta Gómez Lahoz, Guillermo Zapata, Rommy Arce, Carlos Sánchez Mato, Montserrat Galcerán, Francisco Pérez Ramos, Esther Gómez, Javier Barbero, Yolanda Rodríguez y José Manuel Calvo. De ellos 8 pertenecían a Podemos, 5 fueron miembros disidentes de IUCM (3 de ellos volvieron a IU tras la desfederación de IUCM), 3 de Ganemos, 3 independientes y 1 de Equo.

## Período de Gobierno

### decide.madrid.es
En septiembre de 2015 el consistorio de Madrid lanzó decide.madrid.es, un sistema web ideado para permitir a los ciudadanos empadronados mayores de 16 años la realización de propuestas, su debate y en última instancia el sometimiento a referendo vinculante de las propuestas que alcanzaran un mínimo de apoyo del 2 % del censo.
El proyecto ha despertado algunas críticas entre los vecinos de la capital. Una de las quejas, el alto coste de la consulta sobre la plaza de España: 1,1 millones de euros. Otra de las razones, el hecho de que los dos proyectos más votados en la preselección (octubre de 2016) fueron descartados por un jurado formado por expertos, técnicos y el delegado de Participación Ciudadana, Pablo Soto. Los miembros de este jurado abogaron, en cambio, por apoyar dos diseños que, juntos, sumaban 570 votos de los 7600 sufragios totales. Según el jurado, esto respondió a que el proyecto de Pradera Urbana (el de mayor respaldo entre los ciudadanos) tenía "menor calidad" que los dos proyectos finalmente elegidos como finalistas para la consulta final.

### Restauración del Edificio España
En 2014 Wanda Group compró el Edificio España al Banco Santander por 260 millones de euros con intenciones de construir un hotel de lujo, un centro comercial y viviendas de lujo. El entonces el Ayuntamiento de Madrid presidido por el Partido Popular rebajó el grado de protección edificio del grado 2 al 3 para permitir las obras, pero con la principal condición de conservar intacta toda la fachada del edificio. Después de varios tiras y aflojas el grupo chino y el Ayuntamiento llegaron a un acuerdo de continuar las obras manteniendo la fachada.
En 2015, conforme avanzan las obras, los técnicos del grupo advierten que es imposible continuar sin desmontarla para no dañarla y piden permiso para poder hacerlo. Aunque expertos señalan que "desmontar es sinónimo de derribar, según la normativa del PGOU, con el grado 3 de protección sería legal hacerlo. La Comisión Local de Patrimonio Histórico, presidida por el Ayuntamiento, rechaza el plan de nuevo insistiendo en garantizar la seguridad de la rehabilitación y recordando el deber de conservación es inherente al de propiedad.
A principios de 2016 Wanda Group anuncia que abandona el proyecto por el alto coste de mantener sin tocar la fachada. En julio se confirmó la venta del inmueble al holding Baraka por 272 millones de euros, quien a su vez se lo vendió al grupo hotelero Riu, para adaptarlo como hotel de cuatro estrellas.

### Polémicas

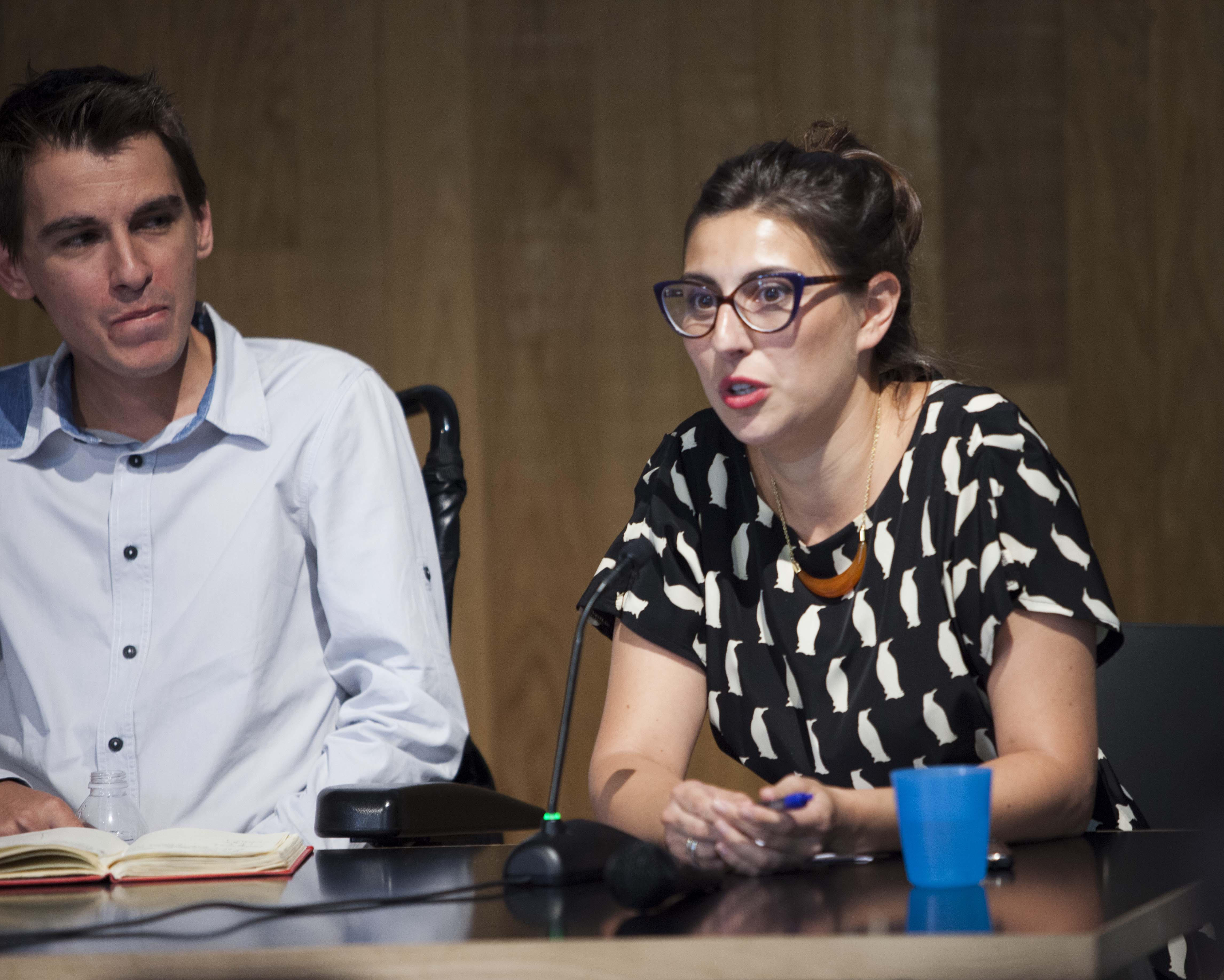
Pablo Soto (izda.) y Victoria Anderica en un debate de «Participación Ciudadana» el 29 de julio de 2015.

Pocas horas después del pleno de investidura de Manuela Carmena como alcaldesa con el apoyo de los concejales del PSOE, surgió una polémica debido a la publicación en los medios de comunicación de unos tuits de humor negro escritos en 2011 por Guillermo Zapata, recién nombrado concejal de Cultura y Deporte. Dichos tuits fueron calificados como "insultos" por los partidos de la oposición en el Ayuntamiento de Madrid, que, junto con la comunidad judía española, pidieron su dimisión. Posteriormente Zapata dimitió como Concejal de Cultura, aunque permanece en el equipo municipal como concejal presidente del distrito Fuencarral-El Pardo.
Algunas de las críticas que se ha realizado al Ayuntamiento presidido por Manuela Carmena es la de una paralización y ralentización de diversas operaciones inmobiliarias.
El 21 de junio de 2017 los concejales de Ahora Madrid Celia Mayer y Carlos Sánchez Mato fueron imputados por los delitos de prevaricación, malversación de fondos públicos y delito societario. El juez llama a declarar a ambos concejales como investigados (antigua figura jurídica de imputados) por presuntamente pagar 100 000 € con dinero de la empresa municipal Madrid Destino informes encargados a bufetes de abogados para investigar los contratos del convenio del Open de tenis. Estos informes fueron encargados y asignados sin concurso público previo a pesar de que varios informes municipales de los servicios jurídicos del Ayuntamiento descartasen hasta en tres ocasiones que existiesen irregularidades en los contratos del convenio del Open de tenis y que la suposición de que el coste del mismo pasara de 1,5 a 10 millones estaba basada en cálculos equivocados. La polémica se extendió debido a que, según el Código Ético asumido por Ahora Madrid, una "imputación por la adjudicatura de delitos relacionados con corrupción, [...], malversación, [...] bien sea por interés propio o para favorecer a terceras personas" supone un compromiso de "renuncia o cese de forma inmediata de todos los cargos".En 2022 Meyer, Sánchez Mato y Varela fueron absueltos de todos los cargos y el Partido Popular fue condenado a hacerse cargo de las costas por actuar con mala fe en el proceso judicial.